# TAF2
TAF2‏ (TATA-box binding protein associated factor 2) هوَ بروتين يُشَفر بواسطة جين TAF2 في الإنسان.